# 神戶大學醫學部附屬醫院
神戶大學醫學部附屬醫院（日语：／）是日本神戶市中央區的神戶大學醫學部附屬教學醫院。簡稱神大醫院。
作為在國際標準臨床研究等方面發揮核心作用的國內核心醫院，厚生勞動省將本院列為「臨床研究中核醫院」。

## 沿革
（資料來源）
- 1869年（明治2年）：創立神戶醫院。
- 1877年（明治10年）2月：更名公立神戶醫院。
- 1877年（明治10年）11月：於明石及西宮設立分院
- 1882年（明治15年）12月：更名兵庫県立神戶醫院。
- 1900年（明治33年）4月：移入現址。
- 1944年（昭和19年）4月：更名兵庫縣立醫學專門學校附屬醫院。
- 1946年（昭和21年）4月：更名兵庫縣立醫科大學附屬醫院。
- 1952年（昭和27年）5月：更名兵庫縣立神戶醫科大學附屬醫院。
- 1967年（昭和42年）6月：更名神戶大學醫學部附屬醫院。
- 1994年（平成6年）6月：設置周產期母子中心。
- 2019年（令和元年）7月：設置救命救急中心（日语：救命救急センター）。

## 診療科
- 內科 - 綜合內科、循環內科、腎臟內科、呼吸內科、膠原病風濕科、消化內科、糖尿病·內分泌內科、神經內科 、腫瘤·血液內科、血液內科、感染症內科
- 內科系 - [[放射線[[科、放射線腫瘤科、小兒科、皮膚科、精神科神經科、緩和支持治療科
- 外科 - 食道胃腸外科、肝膽胰外科、乳腺內分泌外科、心臟血管外科、呼吸外科、小兒外科
- 外科系 - 骨科、腦神經外科、眼科、耳鼻喉·頭頸部外科、泌尿科、產科婦科、整形外科、美容外科、麻醉科、牙科口腔外科、急救科、病理診斷科、復健科

## 診療科以外機關
- 中央診療設施等
  - 檢査部
  - 放射線部
  - 輸血·細胞治療部
  - 病理部
  - 綜合周產期母子醫療中心
  - 急救部
  - 集中治療部
  - 手術部
  - 復健部
  - 腎·血液淨化中心
  - 冠動脈疾患治療部
  - 光學醫療診療部
  - 基因診療部
  - 感染制御部
  - 國際診療部
  - 親子心療部
  - 腫瘤中心
  - 血管內治療中心
  - 營養管理部
  - 救急·集中治療中心
- 藥劑部
- 看護部
- 醫療技術部
  - 臨床檢査部門
  - 放射線部門
  - 復健·牙科部門
  - 臨床工學部門
  - 營養管理部門

## 醫療機關指定、認定
（資料來源）
| 保險醫療機關                         | 災害據點醫院（地域）                                 |
| 勞災保險指定醫療機關                 | 指定自立支援醫療機關（更生醫療）                     |
| 救命救急中心                         | 指定自立支援医療機関（育成醫療）                     |
| 臨床研修醫院                         | 指定自立支援醫療機関（精神通院醫療）                 |
| 身體障害者福祉法指定醫師配置醫療機關 | 精神保健及精神障害者福祉法指定醫院或應急入院指定醫院 |
| 臨床修練病院等                       | 精神保健指定醫師配置醫療機關                         |
| 生活保護法指定醫療機關               | 癌症診療連攜據點醫院                                 |
| 醫療保護設施                         | 結核指定醫療機關                                     |
| 指定養育醫療機關                     | 指定療育機關                                         |
| 愛滋病治療據點醫院                   | 指定小兒慢性特定疾病醫療機關                         |
| 難病患者醫療法指定醫療機關           | 特定疾患治療研究事業委託醫療機關                     |
| 戰傷病者特別援護法指定醫療機關       | 原子彈被害者醫療指定醫療機關                         |
| 原子彈被害者一般疾病醫療處理醫療機關 | DPC對象醫院                                          |
| 公害醫療機關                         | 綜合周產期母子醫療中心                               |
| 母體保護法指定醫師配置醫療機關       | 特定機能醫院                                         |
| 都道府縣過敏疾患醫療據點醫院         |                                                      |

- 外國患者接收醫療機關認證[10]
- 癌症基因組醫療據點醫院[10]

## 先進醫療
- 抗惡性腫瘤藥物治療的耐藥基因檢測
- 術前S-1口服、順鉑靜脈投藥及賀癌平靜脈投藥併用療法－可切除且有高度淋巴轉移之胃癌（僅限HER2陽性。）
- 周術期Carperitide靜脈投藥復發抑制療法－非小細胞肺癌（電腦斷層確認為非浸潤性除外）
- 帝盟多用量強化療法用量強化療法－膠質母細胞瘤（僅限於初次發作初次治療後復發或惡化的患者 。）
- 質子治療－可根除性切除的肝細胞癌（僅限初發、單獨、且腫瘤大小為三至十二公分。）【外科治療實施設施】
- 周術期Durvalumab靜脈給藥療法－肺尖-胸腔入口腫瘤（僅限於化學放射線療法後，無同側肺門淋巴結、縱隔腔淋巴結、同一肺葉或同側肺葉內的轉移及遠距轉移。）
- 多基因套組檢測－難治性實體瘤（僅限Ⅲ期或Ⅳ期且無法手術，或治療後復發、無治療法或原有治療法結束之患者，肉瘤除外。）

## 醜聞
- 2021年1月：本院男性臨床工學技士（32歲）於2020年12月12日晚間在高砂市企圖猥褻一名返家女性（20歲）導致對方受傷。1月18日遭到兵庫縣警（日语：兵庫県警察）高砂警察署（日语：高砂警察署）以涉嫌強制猥褻致傷逮捕[11]。

## 交通方式
- 神戶市營巴士9、110、112系統或阪急巴士（日语：阪急バス）61系統至「大學醫院前」巴士站下車[12]。
- 神戶市營地下鐵西神·山手線「大倉山站」步行約5分[12]。
- 阪神神戶高速線、阪急神戶高速線「高速神戶站」步行約15分[12]。
- JR神戶線「神戶站」步行約15分。或搭乘計程車約5分[12]。
- JR山陽新幹線、神戶市營地下鐵西神·山手線、神戶市營地下鐵北神線「新神戶站」搭乘計程車約10分[12]。

## 外部連結
- 神戶大學醫學部附屬醫院 （页面存档备份，存于）